# 3779 Kieffer
3779 Kieffer eller 1985 JV1 är en asteroid i huvudbältet som upptäcktes den 13 maj 1985 av den amerikanska astronomen Carolyn S. Shoemaker vid Palomar-observatoriet. Den är uppkallad efter Hugh Hartman Kieffer.
Asteroiden har en diameter på ungefär 14 kilometer och den tillhör asteroidgruppen Eunomia.